# شعلة منكلي (الرقة)
شعلة منكلي قرية سورية تتبع ناحية مركز تل أبيض في منطقة تل أبيض في محافظة الرقة. بلغ عدد سكانها 860 نسمة في عام 2004 حسب إحصاء المكتب المركزي للإحصاء.